# Löllingite
La löllingite est une espèce minérale composée d'arséniure de fer FeAs2 pouvant présenter des traces de Co, Ni, Bi et S. Elle fait partie du groupe de la marcassite et y forme un sous-groupe portant son nom.

## Historique de la description et appellations

### Inventeur et étymologie
Décrite par Wilhelm Karl Ritter von Haidinger en 1845. Le nom dérive de la localité type.

### Lithotype
Mine de Wolfbauer, Lölling, Huttenberg en Carinthie, Autriche.

### Synonymie
D'après le BRGM :
- arsenokrokit,
- arsénosidérite
- fer-arsenical (terme commun avec l'arsénopyrite)
- hüttenbergite,
- leucopurite,
- loellingite,
- pharmakopyrite,
- saetersbergite,
- sätersbergite.

## Caractéristiques physico-chimiques

### Variétés
- geyérite : (synonyme : guerite, geièreite) variété contenant jusqu'à 6 % de soufre de formule  Fe(As,S)2 [4].
- glaucopyrite : variété contenant jusqu'à 7 % de cobalt de formule (Fe,Co)As2.

### Cristallochimie
- Elle forme une série avec la safflorite.
- Elle fait partie du groupe de la marcassite. Elle est elle-même le chef de file d'un sous-groupe.

### Sous-groupe de la löllingite
- Costilbite (sulfo-antimoniure de cobalt)
- Löllingite (sulfure de fer)
- Nisbite (antimoniure de nickel)
- Rammelsbergite (arséniure de nickel)
- Safflorite (arséniure de cobalt)
- Seinajokite (arséno-antimoniure de nickel)

### Cristallographie
- Paramètres de la maille conventionnelle : a = 5,25, b = 5,92, c = 2,85, Z = 2 ; V = 88,58
- Densité calculée = 7,71

## Gîtes et gisements

### Gîtologie et minéraux associés
Gîtologie
- La löllingite se trouve dans les dépôts hydrothermaux associés aux sulfures sur gangue de calcite et également dans les pegmatites.

Minéraux associés
Skuttérudite, bismuth, nickéline, nickelskuttérudite, arsénopyrite, pyrrhotite, chalcopyrite, biotite, analcime, sodalite, vésuvianite, calcite et sidérite.

### Gisements producteurs de spécimens remarquables
- Autriche

Wolfbau, Revier Lölling, Hüttenberger Erzberg, Hüttenberg, Region Friesach - Hüttenberg, Carinthie (topotype)
- Canada

Carrière Poudrette (Demix quarry, Uni-Mix quarry, Desourdy quarry), Mont Saint-Hilaire, Rouville Co., Québec,
- France

Mine  Gabe Gottes Sainte-Marie-aux-Mines Haut-Rhin
Mine de Montbelleux, Luitré, Ille-et-Vilaine 
Bois du Roi, Les Chaillats (Chaillat), Servant, Puy-de-Dôme,
- Kosovo

Mine Stari Trg, Trepča complex, Kosovska Mitrovica,